# 阿拉斯加精神健康促进法

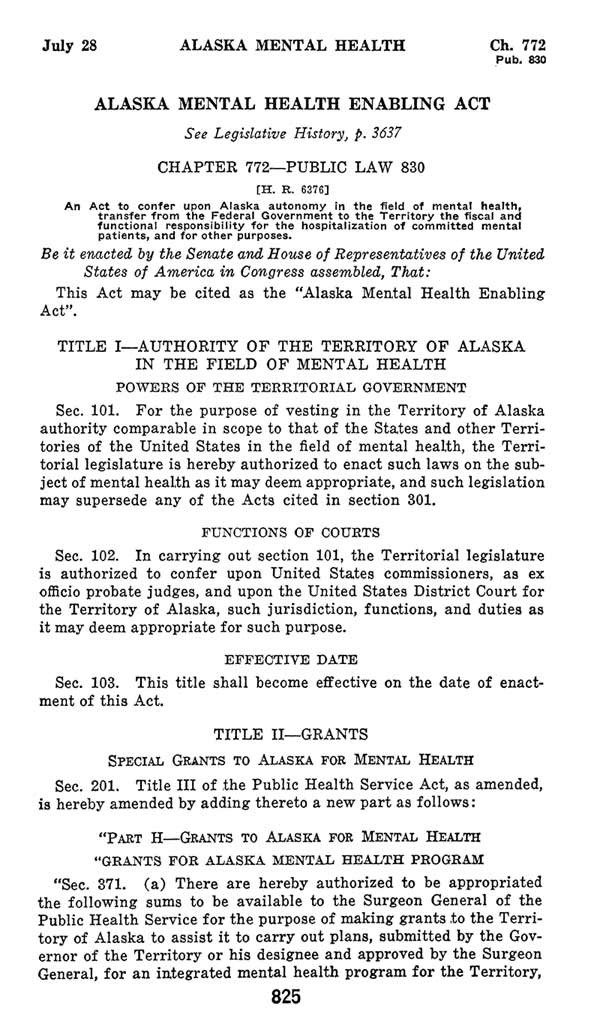
阿拉斯加精神健康促进法首页。

1956年阿拉斯加精神健康促进法（Alaska Mental Health Enabling Act，公法 84-830）是一项致力于提升阿拉斯加领地精神卫生系统保健質量的美国国会法案。反對者嘲諷其为“西伯利亚法案”，并斥责該法案是共产主义阴谋促使醫院强迫給美國人進行洗脑，此法案随后因此成为重大政治议题。反對者認爲这是犹太人、罗马天主教会或精神医学組織希望在美国建立由联合国运营的集中营的阴谋。
該法案最初由民主黨發起，但在遭遇反對後，保守派共和黨參議員巴里·戈德華特出手挽救了它。在戈德華特的推動下，美國參議院通過了去除承諾條款的法案版本。這些條款在當時曾遭到各種極右翼、反共主義和邊緣宗教團體的強烈反對。這場爭議甚至至今仍在山達基教的反對精神醫學運動的教義中扮演著重要角色。
該法案成功實現了其最初的目標，即在阿拉斯加建立了精神衛生保健系統，資金來自分配給精神衛生信託的土地收入。然而，在1970年代和1980年代初，阿拉斯加的政客系統性地剝奪了信託的土地使用權，將最有價值的土地轉讓給私人和州政府機構。經過數年的訴訟，這種資產剝奪最終被裁定為非法，並在1980年代中期重建了一個精神衛生信託。